# ووریا (اوگرا)
ووریا (انگلیسی: Vorya) یک رودخانه در استان اسمولنسک کشور روسیه است.